# Роскілле
Ро́скілле (дан. Roskilde) — місто в Данії, на сході острова Зеландія (Шелланн). Адміністративний центр комуни Роскілле. Порт на березі Роскілле-фіорда, залізничний вузол. З 1971 року проводяться щорічні рок-фестивалі. Населення у різні роки становило 50,8 тис. (1972); 43,75 тис. (2003); 45,81 тис. (2006); 46,29 тис. осіб (2009).

## Історія
Названо на честь легендарного засновника — короля Ро і священних джерел (дан. kilde), частина з яких збереглась в околицях міста. Роскілле — колишня резиденція данських королів (бл. 1020-1416) й уряду, столиця Данії (до 1443 року), до 1060 року — єпархія та найважливіший релігійний центр до часів Реформації. Тут у XII столітті було написано Роскілльський часопис — найдавніший твір данської історіографії. 28 лютого 1658 року у Роскілле укладено Роскілльський мир, що завершив дансько-шведську війну.

## Інфраструктура
Є великим залізничним і транспортним вузлом острова Зеландія, в економічному відношенні тісно пов'язаний із Копенгагеном. Перша данська залізниця довжиною 31 км була прокладена між Роскілле й Копенгагеном у 1847 році. Через систему тунелів під протоками Великий Бельт (1997—1998) і Зунд (2000) зв'язаний із Швецією та Німеччиною.

## Освіта й культура
У місті є кілька навчальних закладів та дослідницьких центрів, включаючи університет (1972). З 1971 року проводяться щорічні рок-фестивалі.

## Собор
Собор у Роскілле — головний собор Данії, усипальниця данських королів. Яскравий зразок цегляної готики. Внесений 1995 року ЮНЕСКО до списку всесвітньої спадщини.

## Королівський палац

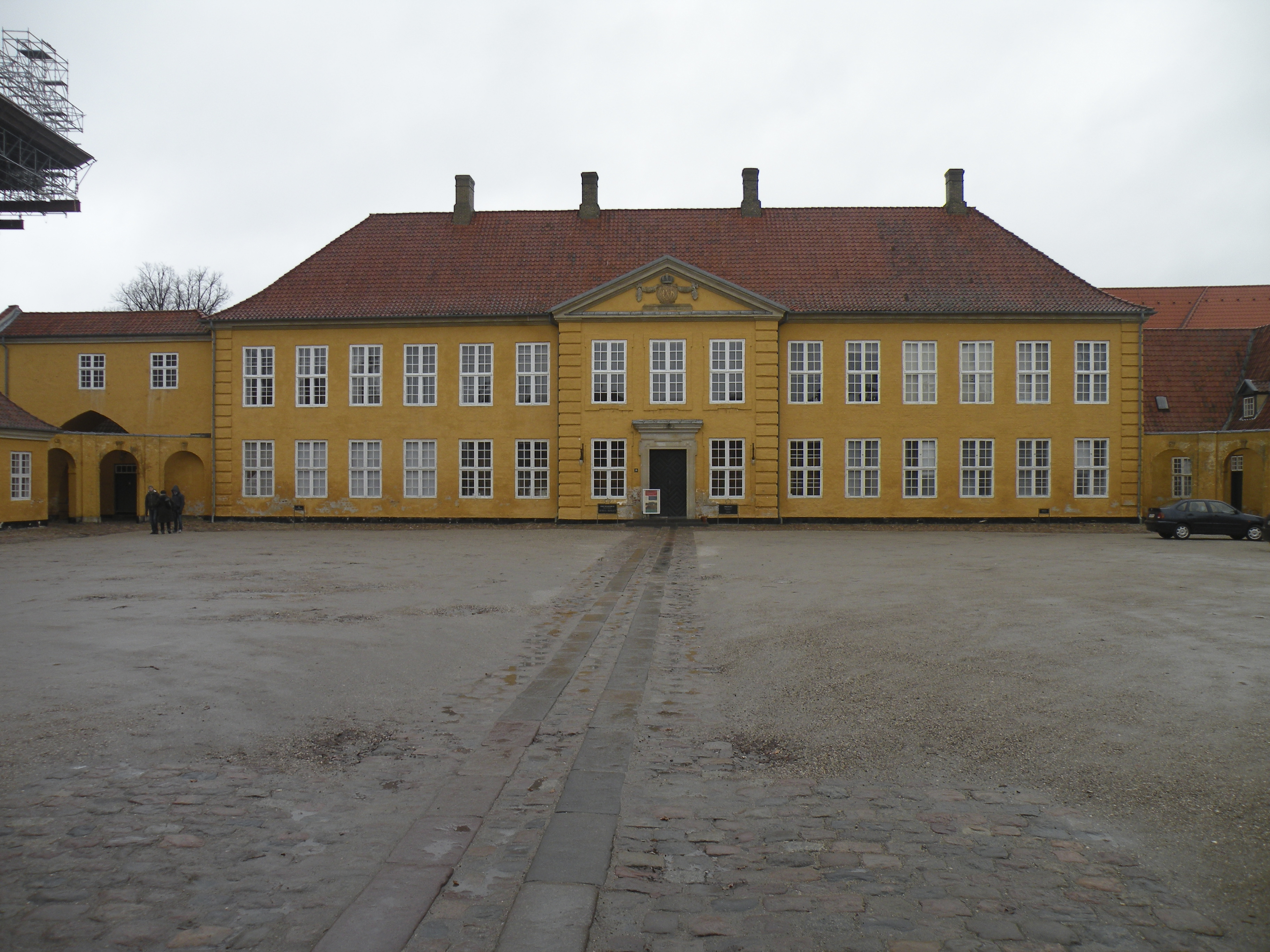
Королівський палац

Королівський палац у Роскілле було збудовано королівським архітектором Лауріцем де Тюра (Lauritz de Thurah) у 1733—1736 роках, він використовувався королем Крістіаном VI у часи його перебування проїздом у місті чи під час відвідування церемонії королівського поховання. У 1835—1848 роках палац був місцем зібрань представників станів, що сприяли підготовці демократичних реформ 1849 року. Нині палац належить державі та використовується як резиденція єпископа, а також як музей.

## Музейний острів

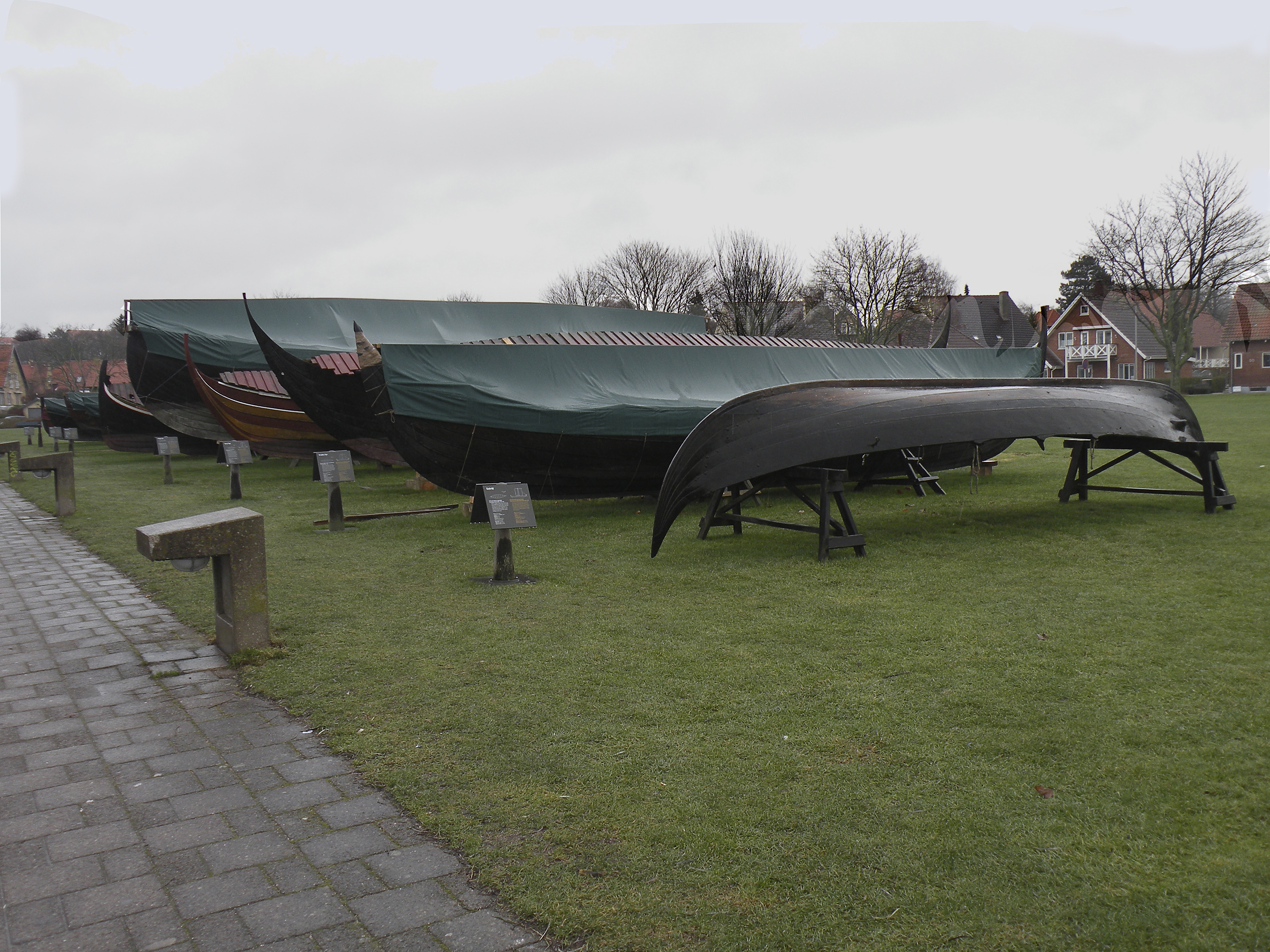
Типи суден вікінгів (реконструкція)

Точніше — півострів (у південній частині Роскілле-фіорда), на якому знаходиться верф, що слугує для зведення точних копій кораблів вікінгів з використанням даних археологічних знахідок. При цьому не лише ретельно відтворюються деталі судового набору та матеріали, але й технологія будівництва з використанням середньовічних інструментів. Результати роботи настільки вдалі, що п'ять побудованих суден використовуються для туристичних поїздок на різні відстані, в тому числі й до Ірландії (Дублін).
Поряд із цією верф'ю є гавань — Сагафіорд, у якій швартуються й сучасні яхти, а поряд із нею зведено сучасну будівлю музею кораблів вікінгів.

## Колишній монастир

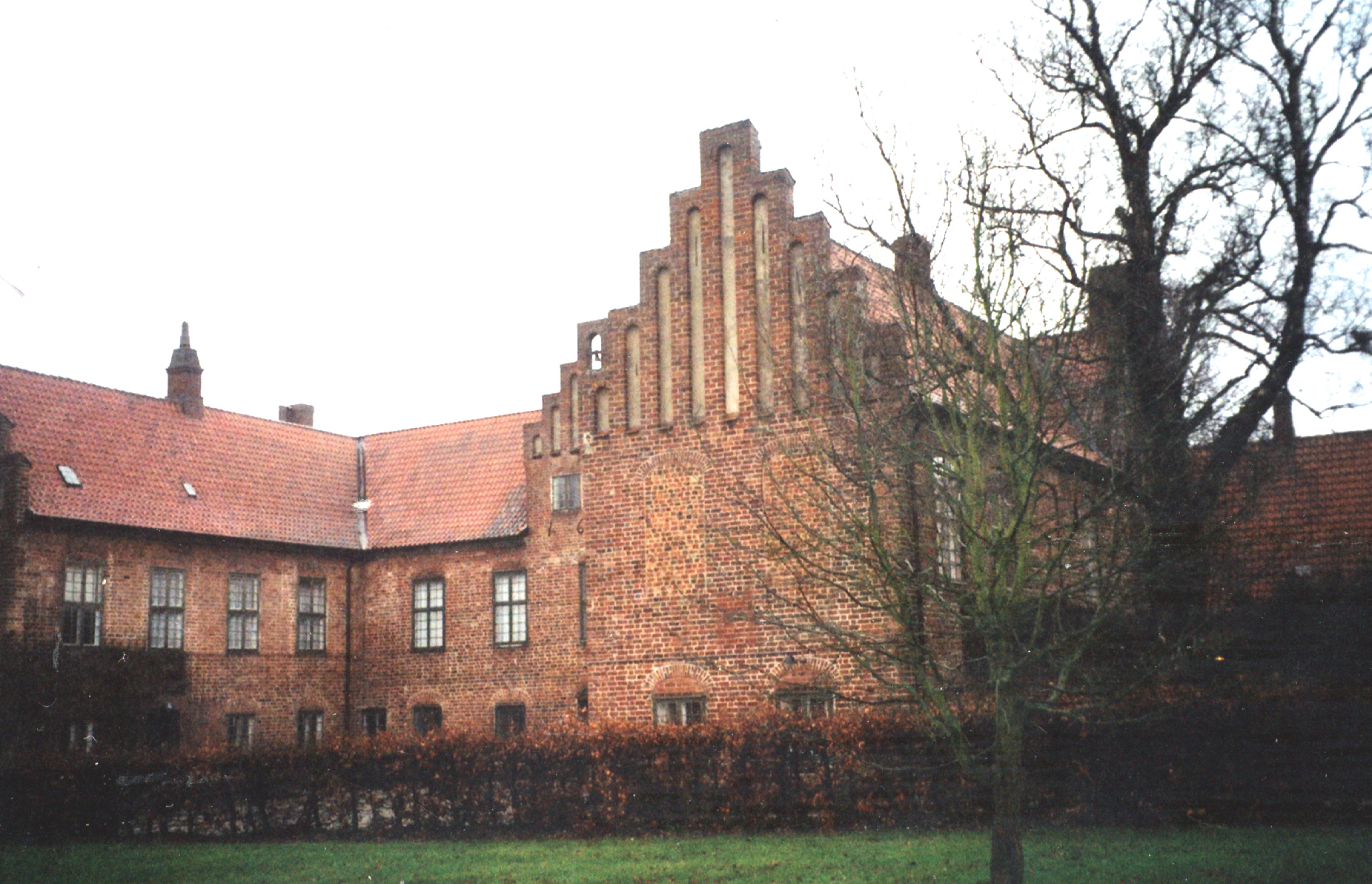
Монастир Чорних братів — ченців Ордену Домініканців

Заснований близько 1231 року. Після Реформації ченці були розпущені, а будівлю зруйновано. Однак невдовзі найстаріша частина будівлі була відновлена. У 1699 році тут було розміщено притулок для неодружених жінок благородного стану.